# نزاع جزر الكوريل

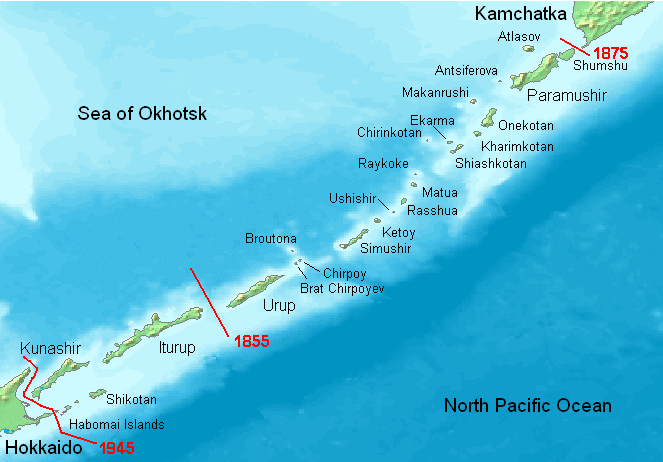
خارطة جزر كوريل توضح أنها في عام 1855 كانت يابانية وفي عام 1945 ضمها الاتحاد السوفيتي

نزاع جزر كوريل (الروسية: Спор о принадлежности Курильских островов) ، تسمى في اليابان نزاع الأراضي اليابانية (باليابانية: 北方領土問題) ، هي الجزر الأربعة التي تقع بالقرب من الأراضي اليابانية والتي أحتلها القوات السوفيتية بعد هزيمة اليابان في شهر سبتمبر سنة 1945م، وبرغم من توقيع معاهدة سان فرانسيسكو للسلام سنة 1951 التي تنص على أن اليابان وجبت أن تتخلى عن مطالبتها لجزر كوريل إلا أن اليابان لا تعترف بالسيادة السوفيتية على كوريل، وتطالب بإسترداد جزرها حسب زعمها.

## نزاع جزر كوريل
على الرغم من أن روسيا تُقِرّ بأن اليابانيين اكتشفوا الجزر قبل أن يكتشفها الروس للمرة الأولى عام 1697 في أثناء حملة فلاديمير أطلسوف إلى كامتشاتكا، فإنهم احتلوها عام 1711 بعد معارك مع السكان المحليين. بقيت الجزر تحت سيطرة الروس حتى بداية القرن 19، إذ تَمكَّن تمكن اليابانيون من السيطرة على الأرخبيل وطرد الروس منه.
وبينما بسطت روسيا سيطرتها على المناطق الشمالية، بقيت المناطق الجنوبية تحت سيطرة اليابان. وفي 1875 تنازلت روسيا لليابان عن الجزر من أوروب إلى شومشو. واعترفت اليابان بدورها بأحقية روسيا في جزيرة سخالين (أقصى شرق روسيا). وفي عام 1904 انسحبت اليابان من المعاهدات السابقة، وشنّت حرباً انتهت بهزيمة روسيا وقبولها بشروط معاهدة "بورتسموث"، التي تنازلت روسيا لليابان بموجبها عن كامل جزر الكوريل الشمالية والجنوبية.
وفي أعقاب الهزيمة التي لحقت باليابان نهاية الحرب العالمية الثانية، عادت روسيا واحتلت كامل الأرخبيل الذي انتشر فيه الجيش السوفييتي. وعلى الرغم من توقيع معاهدة سان فرانسيسكو للسلام سنة 1951 التي تنص على أن على اليابان أن تتخلى عن مطالبتها بجزر كوريل، لا تعترف اليابان بالسيادة السوفييتية على كوريل، وتطالب بتحريض أمريكي باستعادة السيادة على الأرخبيل.
شينزو ابي رئيس الحكومة اليابانية شبه ضم روسيا الاتحادية لشبه جزيرة القرم بالقوة باحتلال جزر كوريل، وقال وزير الخارجية الروسي سيرغي لافروف بأن اليابان لا تتعلم من العبر وأن اليابان ضمت أراضي البلدان الأخرى بالقوة.